# Black Beauty (canción)
«Black Beauty» es una canción grabada por la cantante y compositora estadounidense Lana Del Rey para su tercer álbum de estudio, Ultraviolence (2014). Las letras y la composición musical se atribuyen a Del Rey y Rick Nowels, mientras que la producción estuvo a cargo de Paul Epworth.  Sirve como la primera canción extra del álbum. Una maqueta de la canción se filtró el 18 de junio de 2013. El lanzamiento alemán de un extended play de remixes para «Black Beauty» de Vertigo Berlin se anunció para el 21 de noviembre de 2014. 

## Antecedentes
A principios de 2013, Del Rey declaró que había estado trabajando en su tercer álbum de estudio y que había escrito la canción «Black Beauty» para él, pero después de que se filtró, el estado de la canción en el álbum se volvió desconocido. La canción trata sobre Del Rey amando a un hombre que no aprecia la belleza de la vida y lamentando la tristeza de esto. Se confirmó el 8 de mayo de 2014 que sería una pista extra en Ultraviolence.

## Composición
La canción «Black Beauty» tiene una duración de 5 minutos y 14 segundos, además tiene un compás de 4/4 y tiene un BPM (latidos por minuto) de aproximadamente 120. Mientras que la maqueta original presentaba a Del Rey cantando sobre un órgano sintetizado con bajo e instrumentos de cuerda, la versión del álbum incluía un coro y una guitarra eléctrica. 

## Recepción

### Crítica
Bradley Stern de MuuMuse comparó la canción con el sencillo «Ride» de Del Rey en 2012, llamándolo «una pista increíblemente hermosa y una de las mejores epopeyas de Lana».

### Comercial
| Lista (2014)                          | Mejor posición |
| ------------------------------------- | -------------- |
| Reino Unido (Official Charts Company) | 179            |

## Lista de canciones
- Digital download (The Remix EP)

1. "Black Beauty" (LEEX Tropical Mix) — 5:57
2. "Black Beauty" (Dinnerdate Remix) — 3:08
3. "Black Beauty" (Lakechild Remix) — 3:59

## Créditos y personal
Créditos adaptados de las notas de Ultraviolence.
|  | Créditos de interpretación - Lana Del Rey – voz Instrumentos - Ed Harcourt – piano - Tom Herbert – guitarra de bajos - Nikolaj Torp Larsen – philicorda, mellotron - Rick Nowels – piano - Pablo Tato – guitarra - Leo Taylor – batería | Técnicos y de producción - John Davis – masterización - Paul Epworth – producción - Kieron Wenzies – ingeniería vocal - Rick Nowels – producción vocal - Robert Orton – mezcla - Matt Wiggins – ingeniería |

## Historial de lanzamientos
| País     | Fecha                   | Formato                         | Etiqueta       | Refs. |
| -------- | ----------------------- | ------------------------------- | -------------- | ----- |
| Austria  | 15 de diciembre de 2014 | Descarga digital (The Remix EP) | Vertigo Berlin | [ 6 ] |
| Alemania | 15 de diciembre de 2014 | Descarga digital (The Remix EP) | Vertigo Berlin | [ 6 ] |
| Suiza    | 15 de diciembre de 2014 | Descarga digital (The Remix EP) | Vertigo Berlin | [ 6 ] |